# みそポテト
みそポテトは、埼玉県秩父地方の郷土料理で、みそなどを使って甘辛く味付けしたジャガイモの天ぷらである。

## 概要
一口大の蒸かしたジャガイモに小麦粉の衣を付けて揚げ、味噌だれをかけたものである。
農作業の合間等の間食として食される「小昼飯（こぢゅうはん）」の一種とされる。今日でも、手軽に作ることができるおやつやおつまみとして食されることが多い。歴史については明確ではないが、1950年代頃から存在するという証言や、「戦前から食されていた」とする報道がある。
元来は家庭で作られていたが、みそポテトを含めた小昼飯の普及活動が秩父で取り組まれ、その一環として店舗などで販売されるようになった。2009年の第5回埼玉B級ご当地グルメ王決定戦に優勝し、これを契機に知名度が向上した。
北関東を商圏としていたコンビニエンスストアのセーブオンでは、2010年9月28日から埼玉県内（64店舗）と群馬県の一部店舗で販売していた。

## 影響
秩父市が2015年に制定した「公認イメージキャラクター」の「ポテくまくん」は、みそポテトを愛好する設定になっている。